# Ulica Kardynała Augusta Hlonda we Wrocławiu

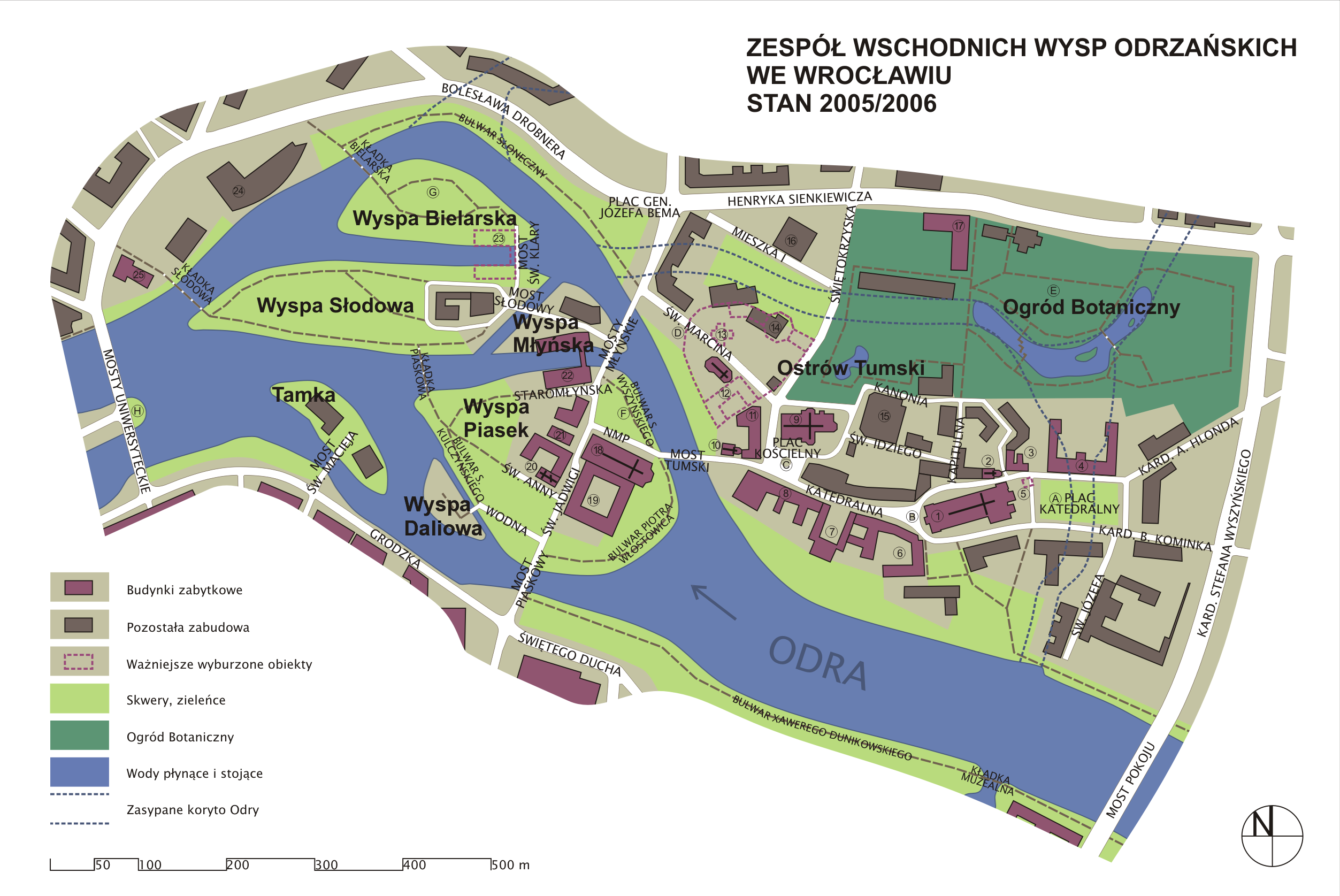
Zespół wschodnich wysp wrocławskich.

Ulica Kardynała Augusta Hlonda (Kleine Scheitniger Strasse, Prälatenweg, Prałacka) – ulica położona we Wrocławiu na Ostrowie Tumskim, obręb Plac Grunwaldzki, w dawnej dzielnicy Śródmieście. Biegnie od placu Katedralnego do ulicy Kardynała Stefana Wyszyńskiego.

## Historia
W miejscu dzisiejszego początku ulicy znajdowały się wały obronne po wschodniej stronie Ostrowa Tumskiego. Następnie powstała tu droga od obszaru współczesnego placu Katedralnego, przy czym nie jest znany czas jej powstania. Oddzielała ona Brygidzin od Zatumia. Natomiast pierwszą nazwę ulica – jako całość obejmująca także dwie inne współczesne ulice – otrzymała w 1824 roku kiedy wytyczono i uregulowano pierwszy jej odcinek. Byłą to droga bez nawierzchni brukowej, obsadzona topolami, jeszcze do lat 30. XX wieku. Jej pełna zabudowa pojawiła się u schyłku XIX wieku. Zabudowa pierzei północnej powstała w latach 60. XIX wieku, a pierzei południowej w latach 70. XIX. Do około 1874 r. skrzyżowanie z dzisiejszą ulicą Kardynała Stefana Wyszyńskiego i Benedyktyńską nie miało drogi biegnącej na południe, bowiem od ulicy biegła jedynie droga w kierunku północnym do współczesnej ulicy Henryka Sienkiewicza. Dopiero około tego roku przedłużono ją kierunku Odry po wybudowaniu w 1875 roku mostu (w miejscu dzisiejszego Mostu Pokoju).
Podczas działań wojennych jakie były prowadzone w czasie oblężenia Wrocławia z 1945 roku ulica i zabudowa doznały znacznych zniszczeń. Zachowały się tylko domy o numerach od 2 do 8 i narożna kamienica przy placu Katedralnym 12.

## Nazwa
W swojej historii ulica nosiła następujące nazwy własne:
- Kleine Scheitniger Strasse, do 1915 r.[1][3] (Małoszczytnicka[2])
- Prälatenweg, od 1915 r. do 1945 r.[1][3] (Prałacka[2])
- ulica Prałacka, od 1945 r. do 30.05.1989 r.[1][2][3]
- ulica Kardynała Augusta Hlonda[1][3].

Nazwa pierwotna Kleine Scheitniger Strasse (Małoszczytnicka), nawiązuje do nazwy pobliskiej ulicy Kardynała Bolesława Kominka, która nosiła wówczas nazwę Scheitniger Strasse (Szczytnicka). Obie nazwy dotyczyło osiedla Szczytniki – Scheitnig. Była to ówcześnie wspólna nazwa (Kleine Scheitniger Strasse) także dla znajdujących się po przeciwnej stronie ulicy Kardynała Stefana Wyszyńskiego ulic: Benedyktyńskiej i Ładnej. Odrębne nazwy dla tych ulic nadano w 1915 roku. Natomiast późniejsze obie nazwy z lat 1915–1945 i 1945-1989 nawiązują do słowa prałat: Prälat w języku niemieckim oznacza właśnie prałata. Współczesna nazwa została nadana przez Miejską Radę Narodową uchwałą nr VI/36/89 z 30.05.1989 r.

## Układ drogowy
Do ulicy przypisana jest droga gminna o długości 153 m klasy dojazdowej.
Ulice i place łączące się z ulicą Kardynała Augusta Hlonda:
- plac Katedralny[4][15]
- ulica Kardynała Stefana Wyszyńskiego[4][16]

## Zabudowa i zagospodarowanie
Początek ulicy znajduje się przy placu Katedralnym. W tym miejscu znajduje się na placu skwer. Pierzeja południowo-wschodnia obejmuje zachowany budynek z XIX wieku położony przy placu Katedralnym 12 i dalej wolny teren przeznaczony pod zabudowę. Dla tego obszaru przewidziano przede wszystkim szeroko pojętą funkcję usługową związaną z turystyką, administracją, kulturą oraz apartamentami, z możliwością zabudowy całego kwartału, zawartego pomiędzy ulicami: Kardynała Bolesława Kominka, Kardynała Stefana Wyszyńskiego, Kardynała Augusta Hlonda, po jego obrysie zabudową ciągłą w połączeniu z już istniejącą zabudową przy placu Katedralnym. Na pierzeję północną natomiast składa się w jej początku ciąg kamienic z drugiej połowy XIX wieku pod numerami do 2 do 8, a dalej ogrodzony teren Ogrodu Botanicznego, przy czym na pewnym odcinku dopuszcza się nową zabudowę powiązaną z już istniejącą.

## Ochrona i zabytki
Obszar, na którym położona jest ulica Kardynała Augusta Hlonda podlega ochronie w ramach zespołu urbanistycznego Ostrowa Tumskiego i wysp: Piaskowej, Bielarskiej, Słodowej i Tumskiej, wpisanego do rejestru zabytków pod nr rej.: 195 z 15.02.1962 r. oraz A/678/213 z 12.05.1967 r. Inną formą ochrony tych obszarów jest ustanowienie historycznego centrum miasta, w nieco szerszym obszarowo zakresie niż wyżej wskazany zespół urbanistyczny, jako pomnik historii  . Samo miasto włączyło ten obszar jako cenny i wymagający ochrony do Parku Kulturowego „Stare Miasto”, który zakłada ochronę krajobrazu kulturowego oraz uporządkowanie, zachowanie i właściwe kształtowanie krajobrazu kulturowego i historycznego charakteru najstarszej części miasta .
Przy ulicy i w najbliższym sąsiedztwie znajdują się następujące zabytki:
| nr                           | obiekt                                                                       | powstanie                                                                                            | nr rej.                                          | foto |
| ---------------------------- | ---------------------------------------------------------------------------- | --- | ------------------------------------------------ | ---- |
| ul. kardynała Augusta Hlonda |                                                                              | |                                                  |      |
| 2-4                          | Kamienica pierzeja północno-zachodnia                                        | ok. 1870 r.                                                                                          | mpzp, GEZ                                        |      |
| 6                            | Kamienica pierzeja północno-zachodnia                                        | ok. 1860 r.                                                                                          | mpzp, GEZ                                        |      |
| 8                            | Kamienica pierzeja północno-zachodnia                                        | ok. 1860 r.                                                                                          | mpzp, GEZ                                        |      |
| ul. Henryka Sienkiewicza     |                                                                              | |                                                  |      |
| 23                           | Ogród Botaniczny Uniwersytetu Wrocławskiego pierzeja północno-zachodnia      | zał. 1811 r., proj. 1857 r., l. 1883-1886, 1914 r., l. 1926-1928, 1929 r., odb. 1948 r. (XII-XIV w.) | 7 z 26.11.1947 oraz A/2374/2094 z dn. 05.02.1974 |      |
| pl. Katedralny               |                                                                              | |                                                  |      |
| 11-12                        | Budynki klasztorne (?), ob. budynki mieszkalne pierzeja południowo-wschodnia | ok. 1820 r., ok. 1928 r.                                                                             | mpzp, GEZ                                        |      |